# Swarovski
Swarovski (pronunciació alemanya: [svaˈʀɔfski] ( escolteu-ho)) és una marca de productes de luxe fabricats amb cristall tallat. El propietari de la marca és la companyia Swarovski AG, amb seu a Wattens (Àustria). Va ser fundada el 1895 per Daniel Swarovski. La companyia consta de dues indústries, la unitat Swarovski Kristall dissenya vidres, així com productes de luxe, i la unitat TYROLIT Schleifmittel produeix eines i maquinària.

## Història

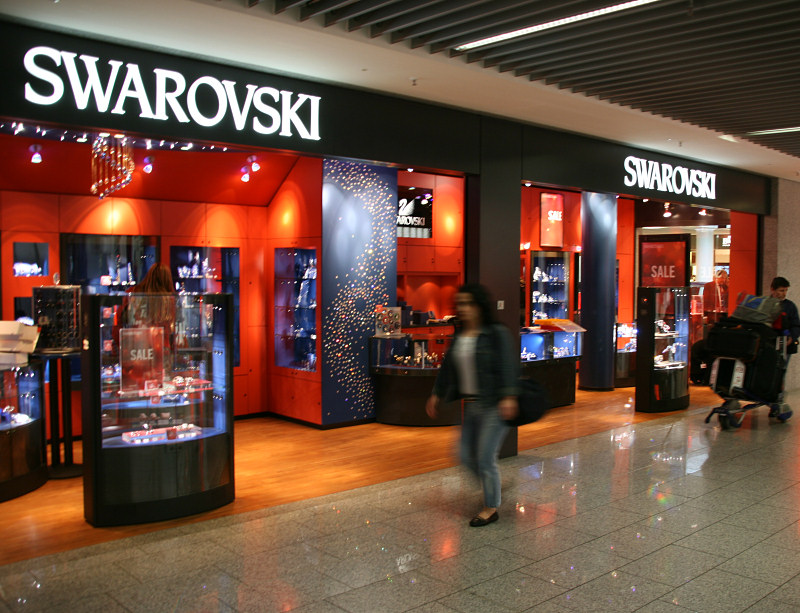
Botiga de Swarovski en Frankfurt del Main

Daniel Swartz (qui posteriorment canviaria el seu cognom per Swarovski) va néixer el 24 d'octubre de 1862 a la Bohèmia del Nord (actualment part de la República Txeca). El seu pare va ser un artesà del vidre tallat i era amo d'una petita fàbrica de vidre. Va ser allà on Swarovski va començar treballant com a aprenent i guanyant experiència i habilitats sobre l'art del vidre tallat. El 1892 va patentar una màquina de tall elèctric que facilitava la producció del vidre.
L'any 1895, Swarovski, Armand Kosman i Franz Weis van fundar la companyia Swarovski, originalment anomenada A. Kosmann, Daniel Swartz & Co i posteriorment reanomenada a KS & Co. Es van establir a Wattens, al Tirol, prenent avantatge així de l'energia hidroelèctrica local necessària per al procés de tall, patentat per Swarovski, d'alt consum energètic.

## Productes
La gamma de cristalls de Swarovski inclou escultures, miniatures cristal·lines per a joieria i alta costura, decoració casolana, canelobres, i els rhinestones (tipus de pedra semblant al diamant) per a fabricants i artistes.
Un desenvolupament recent va ser el 2004, el llançament de Xilion, un nou tall dissenyat per optimitzar la brillantor de les roses (components cristal·lins a les parts posteriors del pla), a més del llançament dels Chatons (diamant tallat).
El grup de Swarovski també inclou TYROLIT (fabricants de l'abrasiu i de les eines de tall); Swareflex; Signity (pedres precioses sintètiques); Swarovski Optik (instruments òptics) i Hydrostress (fabricant de maquinària de demolició, tall i perforació de formigó).
La companyia té un parc temàtic del cristall, Swarovski Crystal World a Wattens, Tirol, a Àustria.

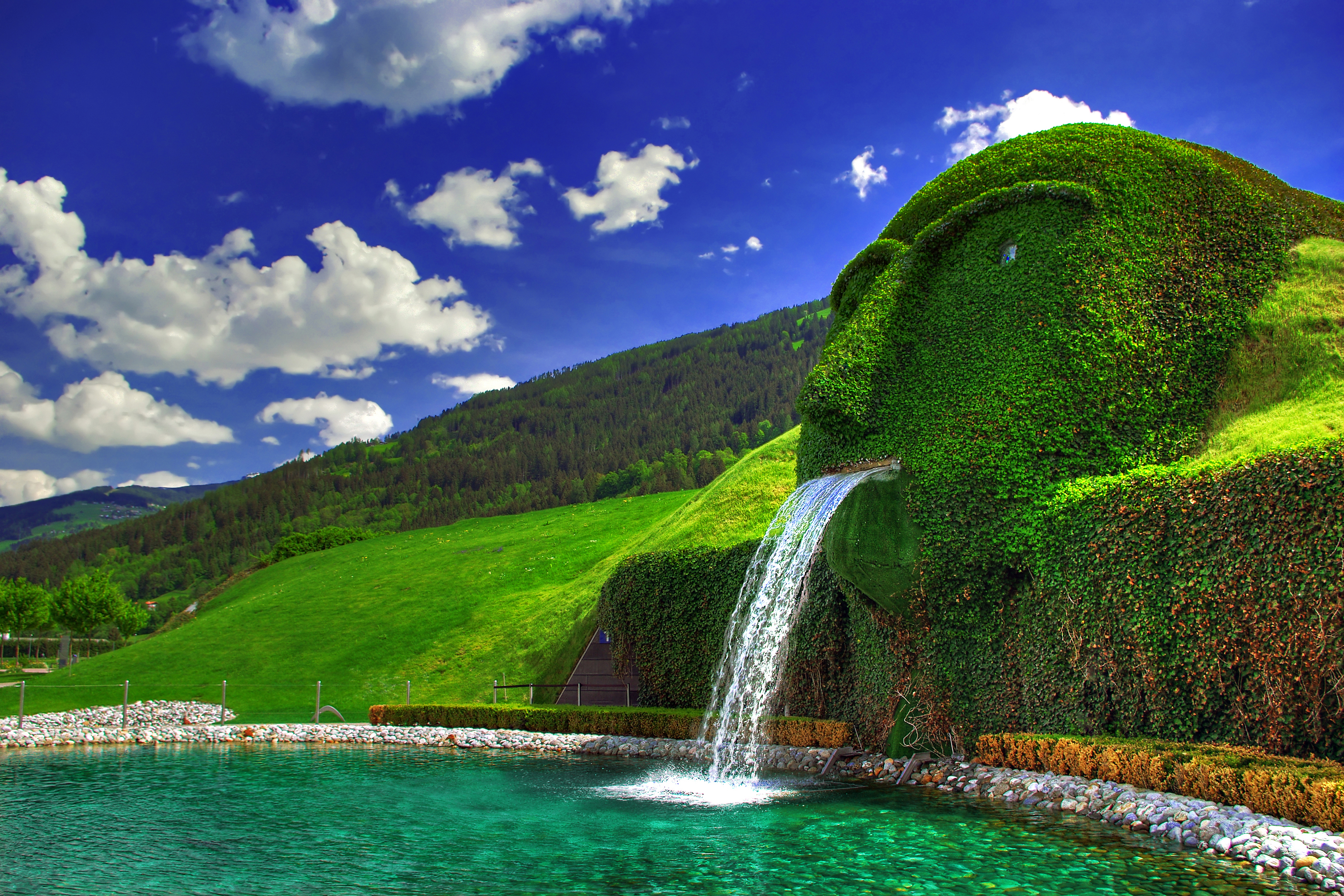

## Empreses subsidiàries
- Swarovski
- Daniel Swarovski
- Swarovski Optik
- Atelier Swarovski
- Swarovski Crystal Palace
- Swarovski Elements
- Swarovski Gemstone Business
- Swarovski Lighting
- TYROLIT
- Swareflex
- Schonbek
- Touchstone Crystal